# Neue Demokratische Partei
Die Neue Demokratische Partei (englisch New Democratic Party, NDP; französisch Nouveau Parti démocratique, NPD) ist eine sozialdemokratische politische Partei in Kanada. Im politischen Spektrum des Landes ist sie von jenen Parteien, die im Unterhaus vertreten sind, am weitesten links angesiedelt. Lange Zeit war die Partei die drittstärkste Kraft im Unterhaus und hat gelegentlich Minderheitsregierungen der zwei größeren Parteien, der liberalen oder der konservativen, unterstützt. Zwischen 1993 und 2011 war die Partei nur noch viertstärkste, danach bis 2015 mit dem historischen Ergebnis von 30,62 % und 102 Sitzen erstmals die zweitstärkste Partei sowie Oppositionsführerin. Bei der Wahl vom 19. Oktober 2015 erreichte sie 44 von 338 Sitzen, bei einem Stimmenanteil von 19,71 %. Die zweitbeste parlamentarische Vertretung in der Geschichte der Partei bedeutete die Rückkehr an die dritte Stelle. Seit der Unterhauswahl am 28. April 2025 (bei der sie mit 6,3 Prozent das schlechteste Ergebnis seit ihrer Gründung erzielte) ist die NDP nur noch mit sieben Abgeordneten und ohne offiziellen Parteienstatus im Unterhaus vertreten. 
Kommissarischer Parteivorsitzender ist seit 2025 Don Davies.

## Positionen
Die NDP hat populistische, agrarische und sozialdemokratische Wurzeln. Heute ist sie Teilnehmer der Progressiven Allianz und unterhält enge Beziehungen zu Nichtregierungsorganisationen und Gewerkschaften. Zwar ist die Partei säkular und pluralistisch, besitzt aber seit langem Verbindungen zur christlichen Linken und zur Social-Gospel-Bewegung, insbesondere mit der United Church of Canada. Auch Positionen der Neuen Linken finden Berücksichtigung.
In folgenden Bereichen engagieren sich die Neuen Demokraten: Umweltschutz, Schutz der Menschenrechte, Ausbau des öffentlichen Verkehrs und des tertiären Bildungsbereichs, Ausbau des staatlichen Gesundheitswesen, Steuerprogression, gleiche Rechte für beide Geschlechter, Homosexuelle und Minderheiten. Sie tritt auch ein für eine Wahlreform (Abschaffung des ernannten Senats und Einführung des Verhältniswahlrechts), die Einführung eines Mindestlohnes, die Entkriminalisierung „weicher Drogen“, mehr Rechte für Ureinwohner und die Neuverhandlung des nordamerikanischen Freihandelsabkommens.

## Geschichte

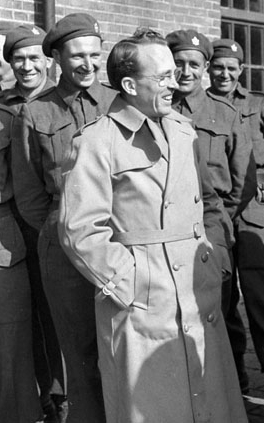
Tommy Douglas

Die NDP entstand 1961 aus der Fusion der Co-operative Commonwealth Federation (CCF) und des Canadian Labour Congress. Tommy Douglas, langjähriger CCF-Premierminister der Provinz Saskatchewan, wurde zum ersten Parteivorsitzenden gewählt. Besonders nordkanadische CCF-Mitglieder, die relativ erfolgreich in Wahlen für das Unterhaus waren, wie Arnold Peters oder Douglas Fisher versuchten diese Fusion zu verhindern, da sie den als liberal und apathisch angesehenen Gewerkschaftern des Canadian Labour Congress keinen nennenswerten Beitrag zur CCF zutrauten. Unter der Führung von David Lewis unterstützte die NDP von 1972 bis 1974 die liberale Minderheitsregierung von Pierre Trudeau, wenn auch die Parteien nie eine offizielle Koalition bildeten. Zusammen verabschiedeten sie mehrere Reformen in der Sozialgesetzgebung und gründeten das staatliche Erdölunternehmen Petro-Canada.
1974 stellte sich die NDP auf die Seite der Progressiv-konservativen Partei, unterstützte deren Misstrauensvotum und erzwang eine Neuwahl. Allerdings errangen die Liberalen daraufhin die absolute Mehrheit, zumeist auf Kosten der NDP. Lewis verlor in seinem eigenen Wahlkreis und trat als Vorsitzender zurück. Unter dem Vorsitz von Ed Broadbent spielte die NDP eine entscheidende Rolle während Joe Clarks Minderheitsregierung 1979–80. Sie erzwang mit einem Misstrauensvotum den Rücktritt der progressiv-konservativen Regierung und eine Neuwahl, bei der die Liberale Partei wieder an die Macht gelangte.
Bei der Wahl im Jahr 1988 erreichte die NDP mit 20,38 % den bis dahin höchsten Wähleranteil ihrer Geschichte und gewann 43 Sitze, so viele wie nie zuvor. Geschwächt durch innerparteiliche Auseinandersetzungen, verlor die NDP bei der Wahl 1993 über zwei Drittel ihrer Wähler und entsandte nur noch neun Abgeordnete. Mit ein Grund war auch die Unbeliebtheit der NDP-Regierungen in ihren Hochburgen British Columbia unter Michael Harcourt und in Ontario unter Bob Rae.
Unter Alexa McDonough versuchte die Partei Ende der 1990er Jahre, sich zur Mitte des politischen Spektrums hin zu öffnen, wobei der Dritte Weg des britischen Premierministers Tony Blair als Vorbild diente. Diese Strategie schlug wegen der fehlenden Unterstützung der Gewerkschaften fehl und nach dem Parteikonvent 2001 in Winnipeg schlug die NDP wieder einen deutlicheren Linkskurs ein. Unter dem 2003 neu gewählten Vorsitzenden Jack Layton gelang es der Partei, ihren Wähleranteil innerhalb weniger Jahre fast zu vervierfachen. Bei der Wahl vom 2. Mai 2011 steigerte die NDP ihren Stimmenanteil von 18 % auf 30 % sowie die Zahl ihrer Parlamentssitze von 34 auf 102. Damit verdreifachte die Partei beinahe ihr bisheriges Rekordergebnis aus den 1980er Jahren und löste so die Liberale Partei als klassischen Gegenspieler der Konservativen ab. Beobachter sprachen deshalb von einer historischen Verschiebung im kanadischen Parteiensystem. Drei Monate nach diesem Erfolg verstarb Layton; die Abgeordnete Nycole Turmel war ab Juli 2011 interimistische Parteivorsitzende. Thomas Mulcair übernahm dieses Amt im März 2012. Diese Entwicklung konnte 2015 aber nicht bestätigt werden, die NDP verlor Sitze und die Liberalen erreichten die absolute Mehrheit.
Die Unterhauswahl 2025 führte zum schlechtesten Wahlergebnis für die NDP seit ihrer Gründung. Sie erhielt nur noch 6,3 Prozent der abgegebenen Stimmen und sieben Sitze im Unterhaus. Außerdem verlor die Partei zum zweiten Mal nach 1993 (die Wahl mit dem bisher schlechtesten Ergebnis für die NDP) ihren Parteienstatus im Unterhaus. Der Parteivorsitzende Jagmeet Singh verpasste den Wiedereinzug ins Parlament in seinem Wahlkreis, sodass er noch am Wahlabend seinen Rücktritt verkündete. Am 5. Mai 2025 übernahm der Unterhausabgeordnete Don Davies kommissarisch den Parteivorsitz.

## Wahlergebnisse

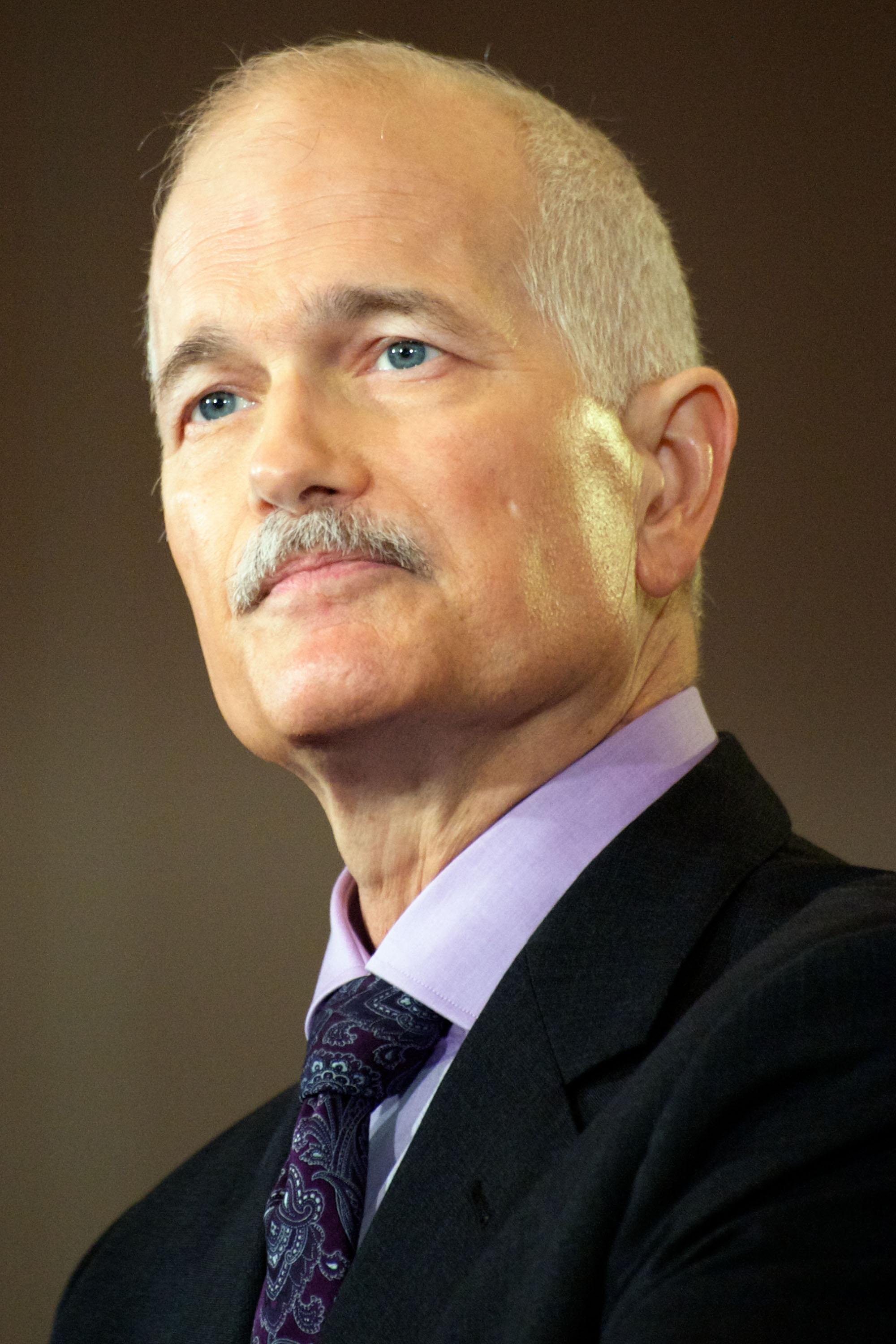
Jack Layton

Ergebnisse bei den Wahlen zum Unterhaus:
| Wahl | Sitze total | Kandi- daten | Gew. Sitze | Stimmen   | Anteil  |
| ---- | ----------- | ------------ | ---------- | --------- | ------- |
| 1962 | 265         | 217          | 19         | 1.044.754 | 13,57 % |
| 1963 | 265         | 232          | 17         | 1.044.701 | 13,24 % |
| 1965 | 265         | 255          | 21         | 1.381.658 | 17,91 % |
| 1968 | 265         | 263          | 22         | 1.378.263 | 16,96 % |
| 1972 | 264         | 252          | 31         | 1.725.719 | 17,83 % |
| 1974 | 264         | 262          | 16         | 1.467.748 | 15,44 % |
| 1979 | 282         | 282          | 26         | 2.048.988 | 17,88 % |
| 1980 | 282         | 280          | 32         | 2.165.087 | 19,77 % |
| 1984 | 282         | 282          | 30         | 2.359.915 | 18,81 % |
| 1988 | 295         | 295          | 43         | 2.685.263 | 20,38 % |
| 1993 | 295         | 294          | 9          | 939.575   | 06,88 % |
| 1997 | 301         | 301          | 21         | 1.434.509 | 11,05 % |
| 2000 | 301         | 298          | 13         | 1.093.868 | 8,51 %  |
| 2004 | 308         | 308          | 19         | 2.116.536 | 15,69 % |
| 2006 | 308         | 308          | 29         | 2.589.597 | 17,48 % |
| 2008 | 308         | 308          | 37         | 2.509.148 | 18,13 % |
| 2011 | 308         | 308          | 102        | 4.508.474 | 30,62 % |
| 2015 | 338         | 338          | 44         | 3.460.288 | 19,71 % |
| 2019 | 338         | 338          | 24         | 2.849.214 | 15,93 % |
| 2021 | 338         | 338          | 25         | 3.036.348 | 17,83 % |
| 2025 | 343         | 342          | 7          | 1.234.673 | 6,29 %  |

## Parteivorsitzende
- Tommy Douglas (3. August 1961 – 23. April 1971)
- David Lewis (24. April 1971 – 6. Juli 1975)
- Ed Broadbent (7. Juli 1975 – 4. Dezember 1989)
- Audrey McLaughlin (5. Dezember 1989 – 13. Oktober 1995)
- Alexa McDonough (14. Oktober 1995 – 24. Januar 2003)
- Jack Layton (25. Januar 2003 – 28. Juli 2011)
- Nycole Turmel (28. Juli 2011 – 24. März 2012, interimistisch)
- Thomas Mulcair (24. März 2012 – 1. Oktober 2017)
- Jagmeet Singh (1. Oktober 2017 – 5. Mai 2025)
- Don Davies (seit 5. Mai 2025, interimistisch)

### Stellvertretende Vorsitzende
Seit 2004 gibt es auch stellvertretende Vorsitzende der Partei. Historisch gesehen lag die Zahl der stellvertretenden Vorsitzenden zwischen einem und drei. Sie werden vom Parteivorsitzenden ausgewählt.
- Bill Blaikie (2004 – 2008)
- Thomas Mulcair (2007 – 2011)
- Libby Davies (2007 – 2015)
- Megan Leslie (2012 – 2015)
- David Christopherson (2012 – 2019)
- Sheri Benson (2019)
- Alexandre Boulerice (seit 2019)

## Provinzen und Territorien
Im Gegensatz zu den meisten anderen kanadischen Parteien sind die Provinz- und Territorialparteien integraler Bestandteil der nationalen Partei. Jedes Mitglied einer solchen Partei ist automatisch auch Mitglied der Partei auf Bundesebene. Dies macht es einer Person unmöglich, unterschiedliche Parteien auf Provinz- und nationaler Ebene zu unterstützen (was bei anderen politischen Gruppierungen oft vorkommt). In Nunavut und in den Nordwest-Territorien gibt es kein Parteiensystem; die nationale NDP wird von ihren Wahlkreisorganisationen unterstützt, da jedes Territorium nur einen Unterhauswahlkreis umfasst.
Die New Democratic Party of Québec (NPDQ) und die nationale NDP beschlossen 1989, ihre organisatorischen Bindungen vollständig zu trennen, da die Provinzpartei eine größere Selbständigkeit der französischsprachigen Provinz Québec anstrebt. Die nationale NDP besitzt in Québec eine Sektion (Nouveau Parti démocratique–Section Québec), die aber nur bei nationalen Unterhauswahlen antritt. Ihren Mitgliedern ist es freigestellt, welche Partei sie bei Provinzwahlen unterstützen.
In den folgenden Provinzen stellen die Neuen Demokraten die Regierung:
- British Columbia New Democratic Party
- New Democratic Party of Manitoba
- Yukon New Democratic Party (als Teil einer Koalition mit die Yukon Liberal Party)

Oppositionspartei:
- Alberta New Democratic Party
- Newfoundland and Labrador New Democratic Party
- Nova Scotia New Democratic Party
- Ontario New Democratic Party
- Saskatchewan New Democratic Party

Ohne parlamentarische Vertretung:
- New Brunswick New Democratic Party
- New Democratic Party of Prince Edward Island